# Gora Bazal’tovaja
Gora Bazal’tovaja (englische Transkription von russisch Гора Базальтовая Gora Basaltowaja, deutsch ‚Basaltberg‘) ist ein Nunatak im ostantarktischen Mac-Robertson-Land. Er ist einer von drei Nunatakkern des Massif Zagadochnyj in den Goodspeed-Nunatakkern im südlichen Teil der Prince Charles Mountains und ragt unmittelbar nordöstlich des Humphreys Ridge auf.
Russische Wissenschaftler benannten ihn nach dem hier gefundenen Basalt.